# Kujawiak (piwo)
Kujawiak – marka polskiego piwa o 5,8% obj. alkoholu, należąca do Grupy Żywiec.

## Historia
Pierwsza butelka Kujawiaka pojawiła się na rynku w 1975 roku. Jego tradycja związana jest z historią browaru w Bydgoszczy, który w 1858 roku założył Juliusz Strelow, co podkreśla umieszczenie tej daty na etykiecie piwa. Symbolem Kujawiaka jest gryf pomorski, który w 2006 roku – po dwudziestu latach – wrócił na opakowania piwa, zastępując wizerunek kujawskiego chłopa. Do 2006 roku Kujawiak warzony był w Bydgoszczy, następnie jego produkcja została przeniesiona do Warki i Elbląga. Piwo dostępne jest w butelkach i puszkach o pojemności 0,5l oraz kegu 30l.

## Nagrody i wyróżnienia
- 1992 – złoty medal dla piwa Kujawiak 11,5% podczas II Jesiennych Targów Piwa w Bydgoszczy
- 1993 – srebrny medal dla piwa Kujawiak 11,5% podczas III Jesiennych Targów Piwa w Bydgoszczy
- 1994 – srebrny medal dla piwa Kujawiak podczas IV Polskich Targach Piwa Święto piwa w Bydgoszczy
- 1994 – pierwsze miejsce dla Złotego Kujawiaka za promocję i jakość polskiego piwa na Wybrzeżu podczas Nadbałtyckich Targów Piwa im E. Zawartki
- 1995 – wyróżnienie za piwo Kujawiak w Konkursie Jakości Piwochmielu
- 1996 – pierwsze miejsce za piwo Kujawiak 11,0% na Jesiennych Spotkaniach Browarników w Tychach
- 1997 – wyróżnienie dla piwa Kujawiak 11,0% na Festiwalu Piw Polskich w Łodzi
- 1997 – brązowy medal dla piwa Kujawiak 11,0% na Międzynarodowych Targach Poznańskich Polagra
- 2003 – pierwsze miejsce dla piwa Kujawiak 11,2% na Festiwalu Piw Polskich w Łodzi
- 2004 – Liderzy Marki, wyróżnienie w konkursie na najlepsze produkty regionu[1]

## Sponsoring
Pod patronatem i przy finansowym wsparciu Kujawiaka odbył się m.in. cykl imprez Dzień Beczki Kujawiak. Marka była również sponsorem Bydgoskiego Towarzystwa Żużlowego „Polonia”